# Androstenediona
A Androstenediona (também conhecida como 4-androstenediona) é um hormônio esteróide de 19-carbonos produzido nas glândulas supra-renais e nas gônadas, como um passo intermediário na via metabólica que produz o andrógeno testosterona e os estrógenos estrona e estradiol.
É útil no monitoramento da evolução funcional das glândulas e na avaliação do hiperandrogenismo (hirsutismo de qualquer etiologia, acne, entre outros), suspeitas de adenoma, carcinoma do córtex adrenal, no acompanhamento da hiperplasia congênita de supra-renal, tumores virilizantes da supra-renal e ovário.
Os níveis de androstenediona podem oscilar por vários motivos, podendo apresentar-se elevados em obesos, fumantes, pós-prandial, exercícios e gravidez e apresentar-se baixo em idosos e doenças crônicas.